# Cora Ringelberg
Cora Ringelberg (* 8. September 1964 in Amsterdam; † 2. März 2025 ebenda) war eine niederländische Tänzerin und Choreografin.

## Leben
Ringelbergs Tanzleidenschaft wurde beim Gesellschaftstanzunterricht in Amsterdam-Zuid geweckt. Sie setzte ihre Ausbildung an der Tanzschule von Lucia Marthas fort und unterrichtete anschließend viele Jahre am Lucia Marthas Institute for Performing Arts. Ihr Fokus lag dort auf dem sogenannten PTMD (Pop, Theater, Musical und Tanz). Sie prägte damit eine ganze Generation an Tänzern. Von 2002 bis zu ihrem Tod war sie als Choreografin und Tanz-Coach an allen bis dahin ausgetragenen Ausgaben des Junior Songfestival, dem niederländischen Vorentscheid für den Junior Eurovision Song Contest, beteiligt. Den jeweiligen Sieger begleitete sie dann auch zur internationalen Austragung. Ebenfalls engagierte sich Ringelberg beim Kinderchor Kinderen voor Kinderen und beim Tanzwettbewerb So You Think You Can Dance. 1995 war sie Tanzkoordinatorin für Gerrit van Elsts Film Advocaat van de hanen.
Am Heiligabend 2024 musste Ringelberg aufgrund eines Aortenaneurysmas notoperiert werden. Sie erholte sich trotz der Operation nicht mehr vollständig und verstarb am 2. März 2025 in ihrer Heimatstadt Amsterdam. Beim Aortenaneurysma handelt es sich um eine in ihrer Familie verbreitete Krankheit. Zum Zeitpunkt ihres Todes lebten nur noch zwei ihrer sechs Brüder.